# Vagón plataforma
Un vagón plataforma es un tipo de vagón destinado al transporte de cargas. Consiste en una plataforma, sin bordes, que le otorga una gran flexibilidad para transportar cargas de tamaños diversos; la única limitación la determina el gálibo máximo de la línea.
Los vagones de plataforma son utilizados en la industria forestal para el transporte de troncos hacia los aserraderos o a plantas de producción de pulpa de papel. Para asegurar los troncos se colocan puntales de acero en los costados del vagón.
Durante la década de 1940 y parte de 1950, los vagones de plataforma se emplearon para transportar automóviles. Sin embargo, los ataques vandálicos que sufrían los vehículos, expuestos a la intemperie, obligaron a usar vagones cerrados para proteger las mercancías.

## Numeración UIC
La Unión Internacional de Ferrocarriles establece los siguientes códigos para vagones plataforma:
- K Vagón plataforma, normalmente, de 12 m de largo y de 25 a 30 t de carga máxima.
  - b Con teleros.
  - g Para el transporte de contenedores estándares.
  - i De laterales móviles y testeros fijos.
  - j Con topes amortiguadores.
  - k De carga máxima hasta las 20 t.
  - kk De carga máxima de 20 a 25 t.
  - l Sin bordes.
  - m De 9 a 12 m de longitud máxima.
  - mm De menos de 9 m de longitud máxima
  - n De más de 30 t. de carga máxima.
  - o De laterales fijos.
  - p Sin borde.
  - pp De puertas desmontables.
  - q Con conducción de calefacción eléctrica.
  - qq Con conducción de calefacción eléctrica y conectores universales.
  - s Velocidad máxima 100 km/h.
  - ss Velocidad máxima 120 km/h.

- R Plataforma articulada, normalmente, con testeros abatibles y borde, de 18 a 22 m de longitud y de 50 a 60 t de carga máxima.
  - b De más de 22 m de longitud útil.
  - e Con laterales abatibles.
  - g Para el transporte de contenedores estándares.
  - h Apto para el transporte de bobinas transversalmente y ancladas.
  - hh Apto para el transporte de bobinas longitudinalmente y ancladas.
  - i De laterales móviles y testeros fijos.
  - j Con topes amortiguadores.
  - k De 40t. de carga máxima.
  - kk De 40 a 50 t. de carga máxima.
  - l Sin bordes.
  - m De 15 a 18 m de longitud máxima.
  - mm De menos de 15 m de longitud máxima
  - n De más de 60 t. de carga máxima.
  - o De laterales fijos por debajo los 2 m.
  - oo De laterales fijos por encima los 2 m.
  - p Sin testeros.
  - pp De puertas desmontables.
  - q Con conducción de calefacción eléctrica.
  - qq Con conducción de calefacción eléctrica y conectoresuniversales.
  - s Velocidad máxima 100 km/h.
  - ss Velocidad máxima 120 km/h.
- L Vagón plataforma especial con ejes independientes, de más de 12 m de longitud útil, o de 22 a 27 m de longitud útil en vagones articulados o compuestos, y de 25 a 30 t de carga máxima.
  - a De 3 ejes o articulado.
  - aa De 4 ejes o compuesto por 2 elementos
  - b Plataforma portacontenedores.
  - c Con traviesa giratoria.
  - d Sin piso, para el transporte de automóviles.
  - e Con piso, para el transporte de automóviles.
  - f Circulable por gálibo inglés.
  - ff Circulable por Eurotúnel.
  - fff Circulable por ferri.
  - g Para el transporte de contenedores exepto los de tipo PA.
  - h Apto para el transporte de bobinas transversalmente y ancladas.
  - hh Apto para el transporte de bobinas longitudinalmente y ancladas.
  - i De laterales móviles y testeros fijos.
  - j Con topes amortiguadores.
  - k De 20 t. de carga máxima.
  - kk De 20 a 25 t de carga máxima.
  - l Sin laterales.
  - m Simple de 9 a 12 m de longitud útil, o articulado o compuesto de 18 a 22 m de longitud útil.
  - mm Simple de menos de 9m de longitud útil, o articulado o compuesto de menos de 18 m de longitud útil.
  - n De 30 t. de carga máxima.
  - o Simple de laterales fijos, o articulado o compuesto por 3 elementos.
  - oo Articulado o compuesto por 4 elementos.
  - p Sin bordes.
  - q Con conducción de calefacción eléctrica.
  - qq Con conducción de calefacción eléctrica y conectores universales.
  - r Articulado de más de 27 m de longitud útil.
  - s Velocidad máxima 100 km/h.
  - ss Velocidad máxima 120 km/h.

- S Plataforma articulada especial, de 22 a 27 m de longitud útil, articulados o compuestos por dos elementos, de 4 ejes, de más de 18 m de longitud y de 50 a 60 t de carga máxima, o de 6 o más ejes de más de 22 m de longitud y de 60 a 75 t de carga máxima.
  - a De 6 o más ejes.
  - aa De 8 o más ejes.
  - b Plataforma portacontenedores.
  - c Con traviesa giratoria.
  - d Para transportar vehículos.
  - e Con rampa lateral para la carga de vehículos.
  - f Circulable por gálibo inglés.
  - ff Circulable por Eurotúnel.
  - fff Circulable por ferri.
  - g Para el transporte de grandes contenedores de 60 pies excepto los de tipo PA.
  - gg Para el transporte de grandes contenedores de 60 pies.
  - h Apto para el transporte de bobinas transversalmente y ancladas.
  - hh Apto para el transporte de bobinas longitudinalmente y ancladas.
  - i De laterales móviles y testeros fijos.
  - j Con topes amortiguadores.
  - k Con 4 ejes, hasta las 40t. de carga máxima, o con 6 o más ejes, hasta las 50 t de carga máxima.
  - kk Con 4 ejes, hasta las 50t. de carga máxima, o con 6 o más ejes, hasta las 60t de carga máxima.
  - l Sin laterales.
  - m Simple, de 4 ejes, de 15 a 18 m de longitud útil, o simple de 6 o más ejes, de 18 a 22 m de longitud útil, o articulado o compuesto de más de 27 m de longitud útil.
  - mm Simple, de 4 ejes, de menos de 15 m de longitud útil, o simple de 6 o más ejes, de menos de 18 m de longitud útil, o articulado o compuesto de menos de 22 m de longitud útil.
  - n De 4 ejes hasta 60t. de carga máxima, o de 6 o más ejes hasta 75 t de carga máxima.
  - o Simple de más de 2 ejes.
  - oo Articulado o compuesto por 4 elementos.
  - p Sin bordes.
  - q Con conducción de calefacción eléctrica.
  - qq Con conducción de calefacción eléctrica y conectores universales.
  - r Articulado.
  - rr Compuesto.
  - s Velocidad máxima 100 km/h.
  - ss Velocidad máxima 120 km/h.